# Châtelet
Châtelet (valonsky Tcheslet) je frankofonní město v Belgii. Nachází se ve valonské provincii Henegavsko a v arrondissementu Charleroi. Z hlediska počtu obyvatel, který činí 35 752 (údaj z 1. července 2006), je Châtelet 10. největší město ve Valonsku.

## Geografie
Obec Châtelet má rozlohu 27,03 km² a leží na 50°24’ s. š. a 4°31’ j. d. na řece Sambre.
Je součástí aglomerace města Charleroi, které leží západně od Châteletu, rovněž na řece Sambre.
Od roku 1977 obec Châtelet zahrnuje kromě vlastního Châteletu ještě bývalé obce Bouffioulx a Châtelineau.
Půdní podloží v obci je vápenité a terén je místy skalnatý.
V obecním lese o výměře 200 ha se nachází krasová jeskyně Agouloir, ve které přezimují letouni, a další jeskyní v obci je Montrou.
V Bouffioulxu se nachází přírodní rezervace Sébastopol, ve které žije mimo jiné 245 druhů kvetoucích rostlin (z toho 12 druhů orchidejí), 19 druhů savců a 53 druhů ptáků, kteří zde hnízdí.

## Historie
První písemná zmínka o Châteletu pochází z 12. století, kdy se také stal součástí biskupství Lutych.
Roku 1220 získal Châtelet městskou listinu a roku 1655 se stal jedním z 23 nejvýznamnějších měst biskupství Lutych, kterým byl udělen titul „Bonne Ville“.
Do 18. století Châtelet plnil funkci regionálního centra, nicméně během nadvlády rakouských Habsburků o ni přišel ve prospěch Charleroi.
Město zaznamenalo výrazné změny během průmyslové revoluce, která se v této oblasti začala projevovat již na konci 18. století.
Původně venkovské oblasti v údolí řeky Sambre byly industrializovány a došlo ke značnému nárůstu počtu obyvatel.

## Osobnosti
- René Magritte, surrealistický malíř, strávil v Châteletu část mládí a byla po něm pojmenována promenáda v centru města
- Pierre Paulus, expresionistický malíř (1881–1959)
- Gustave Camus, malíř (1914–1984)

## Družba
- Vimoutiers, Francie
- Casteltermini, Itálie